# Tegenaria decolorata
Espèce
Synonymes
- Pseudotegenaria decolorata (Kratochvíl & Miller, 1940)

Tegenaria decolorata est une espèce d'araignées aranéomorphes de la famille des Agelenidae.

## Distribution
Cette espèce est endémique de Croatie.

## Description
Les mâles mesurent de 12 à 13 mm.

## Publication originale
- Kratochvíl & Miller, 1940 : Neue Höhlenspinnen der Gattung Tegenaria aus Jugoslavien. Zoologischer Anzeiger, vol. 131, p. 188-201.